# Geertje Wielema
Geertje Wielema (ur. 24 lipca 1934 w Hilversum, zm. 18 sierpnia 2009 w Almere), holenderska pływaczka, srebrna medalistka olimpijska z Helsinek.
Specjalizowała się w stylu dowolnym i grzbietowym. Zawody w 1952 były jej jedynymi igrzyskami olimpijskimi i zajęła drugie miejsce na dystansie 100 metrów grzbietem, wyprzedziła ją Joan Harrison. W 1954 zdobyła trzy medale mistrzostw Europy: złoto na dystansie 100 metrów grzbietem, srebro w sztafecie 4x100 metrów kraulem oraz brąz na 100 metrów kraulem. Zdobyła dwanaście tytułów mistrzyni kraju w latach 1949-1954, była rekordzistką Holandii, Europy i świata.